# Mihai Racovițan
Mihai Racovițan (n. 26 octombrie 1943, Târnăveni, Mureș, România – d. 21 iulie 2021) a fost un istoric, publicist, muzeograf și profesor român. A avut o activitate științifică, muzeografică și publicistică prin intermediul presei din Sibiu. A susținut valorile culturale, istorice și drepturile poporului român. A fost un om de cultură dedicat pregătirii noilor generații și un intelectual militant.
Mihai Racovițan a fost bun prieten cu Ioan N. Ciolan, autor al unor lucrări privitoare la situația românilor din sud-estul Transilvaniei, după Dictatul de la Viena din 1940.

## Biografie
Mihai Racovițan s-a născut la Târnăveni în anul 1943. A urmat cursurile Facultății de Istorie și Filozofie a Univerșității „Babeș-Bolyai” din Cluj-Napoca. S-a specializat în istoria modernă a României și a activat ca muzeograf la Muzeul Brukenthal din Sibiu în perioada 1969-1991. A fost profesor la Academia Forțelor Terestre „Nicolae Bălcescu” din Sibiu la Catedra de istorie. Acolo a predat Istoria Modernă a românilor. A devenit conferențiar titular în anul 1999. În paralel a deținut funcția de muzeograf la Academia Trupelor de Uscat între 1995-1998. Doctoratul l-a susținut în 1996 cu teza Alexandru Vaida Voievod și Conferința de Pace de la Paris la Univesitatea din Cluj. Fiind autodidact, Racovițan s-a specializat în istoria luptelor naționale ale românilor din Transilvania. A fost colaborator al Centrului Ecleziastic de Documentare „Mitropolit Nicolae Colan” și al Muzeului Național al Carpaților Răsăriteni din Sf. Gheorghe.
A scris 3 cursuri universitare, 49 de studii și peste 2500 de articole publicate în presa centrală și locală. A fost prezent la peste 300 de manifestări omagiale și științifice în România și străinătate.
Ca profesor a predat istoria politică a Transilvaniei între secolul al XVIII-lea și al XX-lea și a scris cursuri de istorie militară a românilor, Istoria modernă a României. A publicat cursurile „Românii transilvăneni în sistemul de stat austro-ungar (1867-1918)”, „Conferința de Pace de la Paris (1919-1920)” și „Administrația imperială în Transilvania (1691-1867)”.
A avut un crez: „Istoria trebuie să  meargă pe firul evenimentelor pentru a-i putea învăța pe copii. Ea ar trebui să se fie disciplină absolut fundamentală... Eu cred că istoria României și geografia României sunt limba română”.

## Publicistică
- Despre evoluția secuizării românilor din Arcul Carpatic
- Secuii și românii din Arcul Carpatic
- Secuii și românii din Arcul Carpatic în lumina statisticilor ungare. Conviețuirea dintre secui și români
- Situația românilor din Ungaria dualistă la sfârșitul secolului al XIX-lea și începutul secolului al XX-lea
- Centenarul Marii Uniri. Din cauzele profunde ale unirii „Cartea secretă” maghiară din 1907, un atentat la existența  națională a românilor transilvăneni
- Ofensiva diplomatică și propagandistică ungară întreprinsă pe plan internațional pentru revizuirea Tratatului de la Trianon.[2]

## Lucrări
- Mihai Racovițan: Aurel Popa, participant la făurirea României Mari, Editura Universității „Lucian Blaga” Sibiu, 2005;
- Radu Racovițan, Mihai Racovițan: Istoria Națională în preocupările ASTREI și Academiei Române, Colecția Bibliotecii „ASTRA” (serie nouă), Sibiu;
- Mihai Racovițan: Alexandru Vaida Voevod între Memorand și Trianon (1892-1920), Ediția a II-a, Editura Tipotrib, Sibiu, 2000;
- Gheorghe V. Vlad, Mihai Racovițan: Spitalul Militar Sibiu. 260 de ani de atestare documentară și 140 de ani de medicină militară modernă, Sibiu, 1999;
- Neculai Stoina, Mihai Racovițan: Academia Trupelor de Uscat „Nicolae Bălcescu”, Sibiu. Tradiții și actualitate, Editura Tipotrib, Sibiu, 1997;
- Mihai Racovițan: Alexandru Vaida Voevod între Memorand și Trianon. 1892-1920, Ediția I, Editura Sirius, București, 1997;
- Ioan N. Ciolan, Constantin Voicu, Mihai Racovițan: Transilvania – Istorie și dăinuire românească, Editura Sirius, București, 1995;
- Mihai Racovițan, Pamfil Matei: Sibiul și Marea Unire, Sibiu, 1993;
- Ioan N. Ciolan, Constantin Voicu, Mihai Racovițan: Transylvania – Romanian History and Perpetuation, Editura Militară, București, 1993;
- Paul Abrudan, Mihai Racovițan: Transilvania – documente istorice în lumina adevărului, Editura „Țara noastră”, București, 1991;
- Mihai Racovițan: Administrația imperială în Transilvania 1691-1867, Editura „Alma Mater”, Sibiu, 2004.
- coautor la monografiile: Mărginimea Sibiului, Monografia Săliștei, Călimănești. Monografie istorică și etnografică și la tratatul Istoria României, Transilvania, vol.II, 1867-1947.[2]

## Premii
I-a fost acordat în anul 2021, premiul „I.I. Russu” pentru studiul istoriei românilor din sud-estul Transilvanei.